# Brentwood College School
Brentwood College School es un internado dedicado a la preparación de estudiantes para los cursos universitarios.
Está ubicado en Mill Bay, Isla de Vancouver, Columbia Británica, Canadá.
El bello campus frente al mar está equipado con instalaciones modernas como: SMARTBoards en cada salón de clase, dos laboratorios de computación, seis laboratorios científicos, un teatro para conferencias y diversas representaciones además de canchas deportivas.
Los estudiantes pueden gozar del mar, efectuando actividades marinas como navegar en velero, remar en canoa o kayak, además de estudiar oceanografía y biología marina.

## Panorama Histórico
Brentwood College se fundó originalmente como internado para varones en el año 1923 en Brentwood Bay cerca de Victoria. En 1947 quedó destruido por un incendio. Gracias a los esfuerzos de David D. Mackenzie el colegio actual se construyó al otro lado de la bahía en Mill Bay y se volvió a abrir en 1961. En 1972 el Colegio fue el primer internado de Canadá que se declaró oficialmente coeducacional aceptando a veinte mujeres de grado 12.

## El Campus

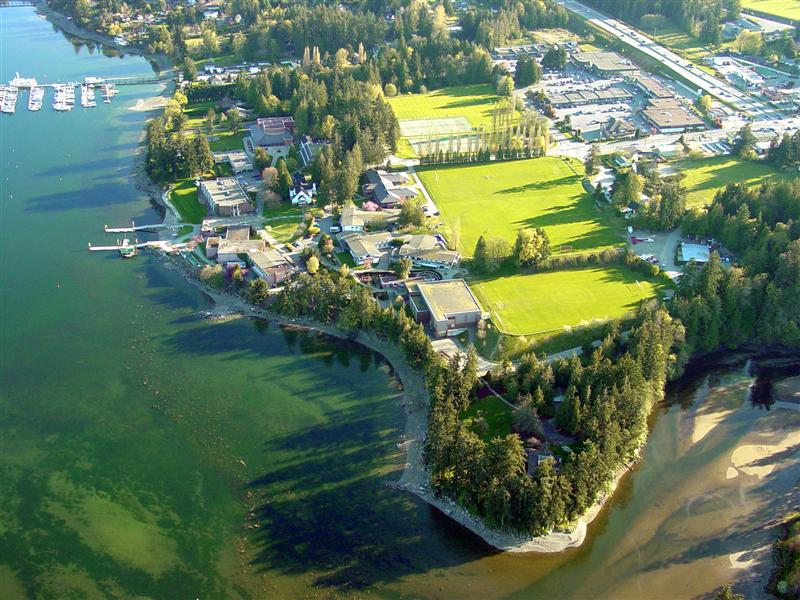
El campus.

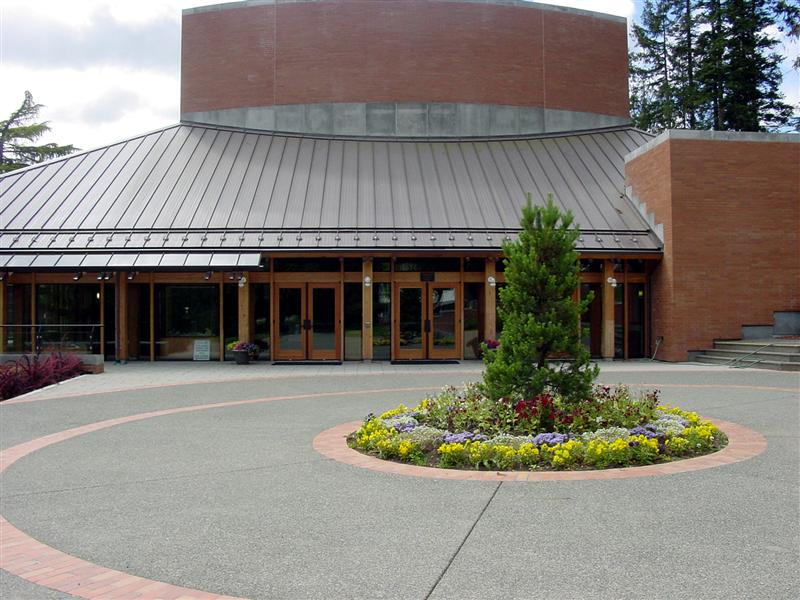
El teatro.

Como muestran las fotografías, las canchas de tenis y campos de rugby quedan cerca de las residencias, del edificio principal del colegio y otros edificios especializados. 
En el campus hay siete residencias, cuatro para varones y tres para damas, centro de remo (con dos muelles, un tanque para remar bajo techo y un cuarto ergométrico), además de un centro deportivo que cuenta con gimnasio de zonas separadas para hombres y mujeres, tres canchas de squash y un cuarto de fisioterapia. También hay lavandería, edificios académicos, tienda, y varias casas para los profesores y administradores. 
En 1995 se construyó el Centro T. Gill Bunch de 6,500 metros cuadrados, dotado de un teatro de 431 butacas, para representaciones de drama, baile y canto; durante el año escolar los estudiantes presentan varias funciones. Este edificio usa energía geotérmica como parte de la política ecológica del Colegio. Actualmente se construyen a la orilla del mar un nuevo comedor y un centro de servicios para estudiantes, que estarán terminados en el otoño de 2009. El centro de servicios incluirá cuartos de recreo, facilidades para lavar ropa, un área para computadoras y un patio al aire libre. El diseño cumple con todas las reglas ecológicas para la conservación de energía y del ambiente natural.

## Currículum
Brentwood College ofrece preparación para cursos universitarios desde grado 9 hasta grado 12. Se encuentra entre los colegios de más alto nivel académico en Columbia Británica. Su meta es que los estudiantes sobresalgan en las materias académicas, desarrollen su curiosidad intelectual y aumenten sus conocimientos al participar en las tres ramas del Colegio: académica, artística, y deportiva. Los alumnos egresados todos
pasan a la universidad, el 78 % logra ser aceptado en su universidad predilecta, ya sea en Canadá, Inglaterra, Escocia o los Estados Unidos. En el año de 2008 los alumnos recibieron becas de las Universidades de Oxford, Duke, Brown, Colgate, Queens, Victoria, y St. Andrews.
Adicionalmente, el Colegio ofrece clases para el SAT americano y 18 cursos de Advanced Placement, para que un estudiante pueda entrar directo al segundo año de la universidad. 
| Cursos de Advanced Placement - Historia del Arte - Biología - Cálculo - Química - Ciencias políticas - Inglés - Literatura inglesa - Ciencia ambiental - Francés - Geografía humana - Macroeconómica - Microeconómica - Teoría de Música - Física - Fisiología - Español - Artes aplicadas | Programa atlético - Aeróbicos - Bádminton - Basquetbol - Carrera a campo traviesa - Entrenamiento mixto - Hockey sobre pasto (sólo para muchachas) - Golf - Hockey sobre hielo - Karate, Judo - Actividades al aire libre, ciclismo, alpinismo, caminatas. - Remo - Navegación en velero - Squash - Natación y salvamento - Rugby - Futbol - Tenis - Voleibol (sólo para muchachas) - Yoga - Acondicionamiento físico | Programa artístico - Actuación y Teatro musical - Elementales de artes plásticas dibujo y pintura - Ingeniería auditiva - Coreografía - Coro - Desarrollo creativo - Baile (ballet, zapateo, jazz, hip hop) - Debates y Oratoria - Arte digital - Fotografía digital y tradicional - Dibujo técnico por computación - Arte ambiental - Cinematografía - Jazz de orquesta y de cámara - Fotoperiodismo - Orquesta popular - Programa de portafolios - Instrucción individual (piano, voz, teoría de música guitarra, arpa, tímpano, instrumentos de viento de madera, cobres) - Rock - Escultura - Producción teatral - Video: periodismo y producción |

Actividades extracurriculares: clubes y sociedades
- Club de ajedrez
- Servicio comunal
- Club de debates
- Clubs de idiomas extranjeros
- Club verde (ambiental)
- Grupo modelo de las Naciones Unidas
- Club de fotografía
- Club científico
- Análisis de la Bolsa de Valores
- Consejo para actividades estudiantiles
- Consejo ejecutivo de estudiantes
- Club de consejeros jóvenes para estudiantes
- Club del anuario

## Éxitos Atléticos
- 2008 Campeonato provincial de rugby para estudiantes de Grado 11 y 12.
- 2008 Campeonato nacional de remar para los jóvenes y las jóvenes
- 2007 Campeonato provincial de voleibol para las jóvenes
- 2007 Finalista del concurso de remar, Henley, Inglaterra
- 2007 Finalista del concurso de rugby provincial
- 2006, 2003, 2002, 2000 Campeonato nacional de remar para jóvenes
- 2006 Campeonato de fútbol de Vancouver Island para jóvenes
- 2006 Campeonato de fútbol de Vancouver Island para estudiantes de Grado 9 y 10
- 2005 Campeonato de hockey sobre pasto de Vancouver Island para muchachas
- 2005 Campeonato de remar nacional para estudiantes de Grado 9 y 10
- 2005 Campeonato de hockey sobre hielo de Cowichan Valley
- 2005 Medalla de bronce de basquetbol para estudiantes de Grado 9 y 10 en la zona central de Vancouver Island
- 2005 Campeonato de basquetbol para las jóvenes en la zona central de Vancouver Island
- 2005 Medalla de bronce de rugby para jóvenes
- 2005, 2004 Campeonato de rugby para las jóvenes
- 2004, 2001, 2000 Campeonato provincial de tenis
- 2003 Campeonato nacional de remar para las jóvenes de peso ligero
- 2001, 2000 Campeonato nacional de remar para jóvenes

## El Remar en Brentwood
Brentwood College sigue ganando fama sólida en el mundo de remo. Ha producido campeones nacionales y remeros olímpicos, p.ej. en Beijing 2008 Scott Fransden, matriculado en 1998, Dave Calder , matriculado en 1996, y Malcolm Howard , matriculado en 2000, ganaron medallas olímpicas. Muchos alumnos de Brentwood entran en reconocidos programas de remo en universidades estadounidenses como Berkeley, Washington, Harvard y Princeton. 
Cada año el Colegio es anfitrión de una regata que desde principio de los setenta ha invitado a estudiantes canadienses y americanos a participar en la carrera de 1500 metros. La competencia que tiene lugar cada abril, dura tres días y es la regata estudiantil más grande de Norteamérica con 1.500 atletas y 3.000 espectadores.

## Eventos Importantes de Brentwood
- La Regata en abril de cada año
- Asambleas regionales para exalumnos de Brentwood en Seattle y en todas las ciudades grandes de Canadá
- El Día de los Fundadores un festival del otoño, por lo general a principios de noviembre

## Publicaciones de Brentwood
- Brentonian Magazine, la revista se publica cada dos años
- Brentwood Blog sale cada semana e incluye las recientes noticias más importantes del Colegio

## Exalumnos Distinguidos
Lieutenant Commander John H. Stubbs (1930) héroe de la Segunda Guerra Mundial, comandante del buque Athabaskan
Ned Pratt (1930) el primer atleta olímpico de Brentwood
Hon. Alastair Gillespie. P.C., O.C. (1941) miembro del gabinete de Pierre Trudeau
Colonel Philip (Pip) D. P. Holmes (1941) héroe de la Segunda Guerra Mundial, Fuerza Aérea: Bombardeos
Dr. Wade Davis (1971) etnobótanico, autor, activista
Blair Horn (1979) el primer atleta olímpico de medalla de oro de Brentwood
Frank Lampard (1994) jugador de la selección inglesa
Connor Grimes (2001) Scott Frandsen (1998) David Calder (1996) y Malcolm Howard (2001) atletas olímpicos de Beijing 2008